# MacKenzie Gore
MacKenzie Evan Gore (Whiteville, Carolina del Norte, 24 de febrero de 1999), más conocido como MacKenzie Gore, es un jugador profesional estadounidense de béisbol que se desempeña en la posición de lanzador en Washington Nationals, equipo de las Grandes Ligas de Béisbol (MLB).

## Carrera
Gore hizo su debut en la MLB con el equipo San Diego Padres, en el cual jugó una temporada (2022), después pasó a Washington Nationals, donde lleva jugando dos temporadas.